# Nicolle Payne
Nicolle Payne (Paramount, 15 de julho de 1976) é uma jogadora de polo aquático estadunidense, medalhista olímpica.

## Carreira
Nicolle Payne fez parte do elenco medalha de prata em Sydney e bronze em Atenas 2004 Ela é tricampeã dos Jogos Pan-Americanos, 2003, 2007 e 2011.